# Bruno Recoura
Bruno Recoura, né le 20 avril 1948, est un ancien joueur de basket-ball français, il a effectué une grosse partie de sa carrière à l'ASVEL Villeurbanne.

## Biographie
Il a un frère, Philippe Recoura, joueur de basket également.

## Carrière
- 1967-1975 :  ASVEL Villeurbanne (Nationale 1)
- 1975-1978 : arrêt (pour cause professionnelle)
- 1978-1981 :  Élan sportif chalonnais (Nationale 2) (Entraineur-joueur de 1978 à 1980)

## Palmarès
- Demi-finale de la Coupe Korać en 1974
- Champion de France en  1968, 1969, 1971, 1972, 1975